# Campinas
Campinas je město v brazilském spolkovém státě São Paulo, ležící zhruba 100 km severně od města São Paulo. Na ploše o velikosti 796 km² žije okolo 1,024 miliónů obyvatel.

## Historie
Město získalo svoje současné jméno až teprve v roce 1842. Od poloviny 19. století se město s pronikáním pěstování kávy a výstavby železnice nepřetržitě rozrůstalo. Na období industrializace upomíná muzeum tramvají v parku Taquaral.
Dnes je Campinas druhým největším městem spolkového státu São Paulo. Sídlí zde průmysl a univerzitní výzkumné instituce.

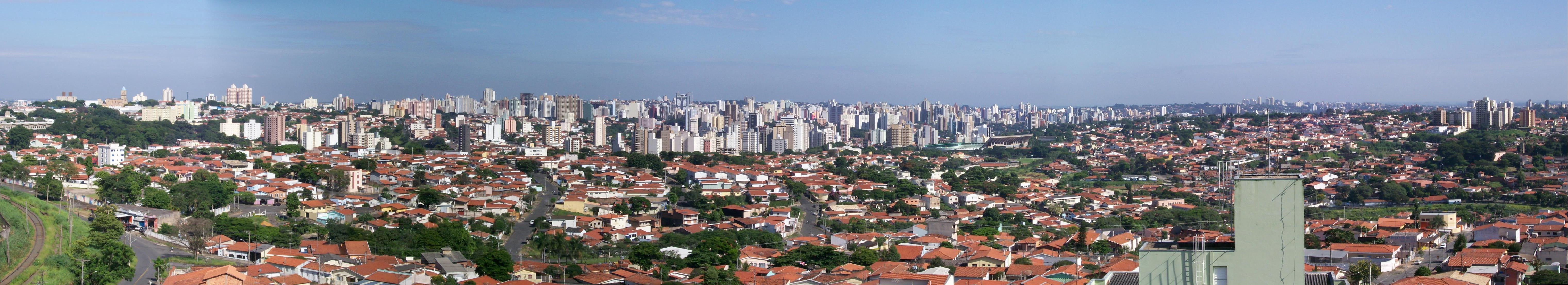
Panorama brazilského města Campinas

## Významní rodáci
- Antônio Carlos Gomes (1836–1896), brazilský hudební skladatel
- Sandy Leah Lima (* 1983), brazilská zpěvačka
- Ise Severo , česko-brazilský učitel portugalštiny

## Partnerská města
- Asunción, Paraguay (1973)

- Belém, Brazílie (2003)
- Cascais, Portugalsko (2012)
- Concepción, Chile (1979)
- Córdoba, Argentina (1993)
- Daloa, Pobřeží slonoviny (1982)
- Durban, Jihoafrická republika (2009)
- Fu-čou, Čína (1996)
- Gifu, Japonsko (1982)
- Indianapolis, Indiana, Spojené státy americké (2009)
- Jericho, Stát Palestina (2003)
- Malito, Itálie (2006)
- Novi Sad, Srbsko (1989)
- San Diego, Kalifornie, Spojené státy americké (1995)
- San Martín de Porres, Peru (1981)